# Король бурлеску
Король бурлеску (англ. King of Burlesque) — американський мюзикл режисера Сіднея Ленфілда 1936 року.

## Сюжет
Колишній продюсер бурлеска переходить в театр і правильно робить, коли не одружується на світській особі. Після розлучення його колишня топ-співачка повертається з Лондона, щоб допомогти йому.

## У ролях
- Ворнер Бакстер — Керрі Болтон
- Еліс Фей — Пет Доран
- Джек Вукі — Джо Куні
- Мона Баррі — Розалінд Клів
- Арлін Джадж — Конні
- Діксі Данбар — Мері
- Грегорі Ратофф — Колполпек
- Герберт Мандін — англійський імпресаріо
- Фетс Воллер — Бен
- Нік Лонг молодший — Ентоні Лемб
- Кенні Бейкер — Артур